# Stegopoma medusiforme
Stegopoma medusiforme is een hydroïdpoliep uit de familie Tiarannidae. De poliep komt uit het geslacht Stegopoma. Stegopoma medusiforme werd in 1924 voor het eerst wetenschappelijk beschreven door Hargitt. 